# La Bicicleta blanca
La Bicicleta blanca es un álbum de estudio con música cantada por Amelita Baltar, cuyas canciones fueron compuestas por el bandoneonista de tango argentino Astor Piazzolla, con las letras escritas por el poeta uruguayo Horacio Ferrer, fue grabado durante varias jornadas a lo largo del año 1970, y editado Argentina por el sello CBS en 1971.

## Historia
Anteriormente, Amelita Baltar ya había trabajado con el dúo Astor Piazzolla y Horacio Ferrer en el sencillo «Balada para un loco» con «Chiquilín de Bachín» que se presentó en el Festival de la Canción y la danza, pero que perdió contra el tango «Hasta el último tren». Baltar también fue la cantante de la operita María de Buenos Aires. Originalmente el contrato para editar un disco de «Balada para un loco» pertenecía a CBS, pero Piazzolla utilizó el éxito del tema para negociar su regreso a RCA Victor, abandonando al sello Trova. El disco oficial con la versión del festival cantada por Amelita Baltar y con «Chiquilín de Bachín» en el lado B del sencillo salió a la venta a principios de 1970 por Columbia. La versión del festival se grabó el 13 de noviembre cuando el festival aun no había terminado, lo que demuestra la certeza que se tenía que aquel tema fuese el ganador. El sencillo de RCA salió primero a la venta, y meses después se editó el disco de Columbia, seguido del álbum Amelita Baltar interpreta a Piazzolla y Ferrer en donde se incluía, además de estas dos canciones, un nuevo grupo de temas, una serie de preludios, «Preludio para el año 3001», «Preludio para la Cruz del Sur» y «Preludio para un canillita», y otras baladas, «Balada para mi muerte», y «Balada para él». Algunas canciones grabadas en aquellas sesiones, pero no incluidas en aquel disco se agregaron a otros registrados en octubre y diciembre para conformar este álbum titulado La Bicicleta blanca.

## Lanzamiento y publicaciones
La Bicicleta blanca se editó originalmente en 1971 en Argentina por el sello CBS, pero quedó descatalogado por mucho tiempo, recién se volvió a editar en 2005, en Argentina y Europa, en el marco de las reediciones críticas de los álbumes de Astor Piazzolla, la edición estuvo a cargo de Columbia, se lanzó con pistas inéditas de la época.

## Lista de temas
- En todas las canciones: Amelita Baltar voz, Astor Piazzolla música, Horacio Ferrer letras.

| Lado A |                       |          |  |
| N.º    | Título                | Duración |  |
| 1.     | «La Bicicleta blanca» | 5:45     |  |
| 2.     | «Fábula Para Gardel»  | 5:55     |  |
| 3.     | «La Última Grela»     | 5:10     |  |

| Lado B |                                   |          |  |
| N.º    | Título                            | Duración |  |
| 4.     | «Te Quiero, Che!»                 | 4:45     |  |
| 5.     | «Juanito Laguna Ayuda A Su Madre» | 4:05     |  |
| 6.     | «Milonga En Ay Menor»             | 3:00     |  |
| 7.     | «Canción De Las Venusinas»        | 5:37     |  |

| Bonus tracks de la edición crítica de 2005 |                                |          |  |
| N.º                                        | Título                         | Duración |  |
| 8.                                         | «La Primera Palabra»           | 3:41     |  |
| 9.                                         | «No Quiero Otro»               | 4:38     |  |
| 10.                                        | «Las Ciudades»                 | 4:36     |  |
| 11.                                        | «Los Paraguas de Buenos Aires» | 4:53     |  |
| 12.                                        | «El Gordo Triste»              | 3:38     |  |

## Créditos
- Amelita Baltar - voz
- Astor Piazzolla - bandoneón
- Horacio Ferrer - letras
- Conjunto 9 - no acreditado